# Jevhen Pavlovyč Plužnyk
Jevhen Pavlovyč Plužnyk (in ucraino Євген Павлович Плужник?; Kantemirovka, 26 dicembre 1898 – Isole Soloveckie, 2 febbraio 1936) è stato un poeta, scrittore e drammaturgo ucraino.
Fu uno dei rappresentanti del rinascimento fucilato.

## Biografia
Jevhen Plužnyk era il più giovane di sei figli nati da una famiglia ucraina a Kantemirovka, una città del governatorato di Voronež che in passato faceva parte della Sloboda Ucraina. Suo padre Pavel, che proveniva da una famiglia di agricoltori del governatorato di Poltava, si trasferì a Voronež a causa della scarsità di terra, dove fu assunto come operaio in un'azienda commerciale di tessuti e alla fine si fece strada fino a diventare dirigente. La madre soffriva di tubercolosi e anche Jevhen e i suoi fratelli contrassero la malattia in tenera età.
Plužnyk frequentò i ginnasi di Voronež, Kantemyrivka, Rostov e Bobrovo. Essendo uno studente molto testardo, interessato solo alla storia e alla letteratura e notoriamente assenteista, fu costretto a cambiare scuola spesso. Dopo che il padre perse il lavoro a causa della rivoluzione d'ottobre, la famiglia tornò nella regione di Poltava nel 1918. Durante la guerra civile Plužnyk insegnò letteratura e lingua in diversi villaggi.
Nel 1921 si trasferì a Kiev per vivere con la sorella, che lo iscrisse all'Istituto di Medicina Veterinaria e Zootecnica, il cui rettore era suo marito. Dopo poco tempo però si trasferì all'Istituto di musica e teatro per diventare attore, ma dovette abbandonare anche questa scuola a causa della tubercolosi.
All'istituto Plužnyk conobbe Halyna Kovalenko e si sposarono nel 1923. Su invito della moglie, Plužnyk recitò le sue prime poesie a una riunione del gruppo letterario di Kiev ASPYS nel 1923 e si affermò rapidamente come una delle voci più importanti della poesia ucraina. Nel 1924 si unì al gruppo letterario Lanka, che riuniva sette giovani talenti letterari di Kiev intorno a Valerian Pidmohylnyj. Nel 1926 si ribattezzò MARS (Majsternja revolucijnoho slova; Officina della parola rivoluzionaria) e pretese di riunire gli scrittori e i critici rivoluzionari di Kiev. L'organizzazione si disgrega nel 1928.

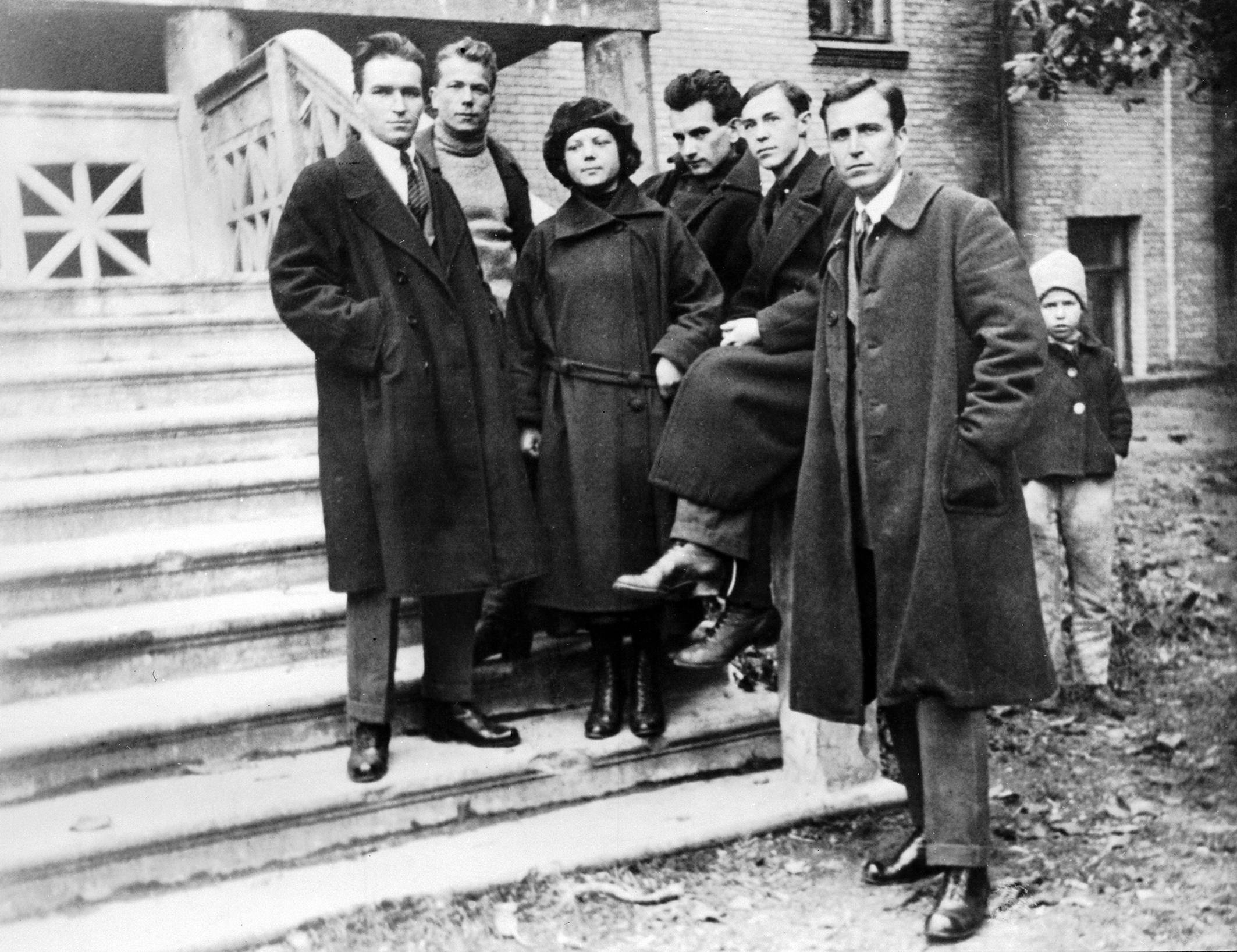
Membri dell'associazione letteraria Lanka.

Nell'estate del 1926 la salute di Plužnyk si deteriorò. Nonostante ciò, nello stesso anno pubblicò il suo primo volume di poesie Dny (Giorni) e un anno dopo Rannja osin (Inizio d'autunno). Tradusse in ucraino anche opere di prosa russa, tra cui quelle di Anton Čechov, Maksim Gor'kij, Tolstoj e Šolochov. Il suo primo e unico romanzo Neduha ottenne un certo successo tra i lettori, ma fu accolto freddamente dalla critica. Nel 1929 pubblicò due opere teatrali che però non furono mai rappresentate. Sperava di sfondare come drammaturgo con il dramma in versi Smowa w Kyjewi, a cui lavorò per diversi anni. Quando l'opera fu terminata nel 1933, riuscì a convincere Les' Kurbas delle sue qualità, il quale volle metterla in scena nel suo teatro di Berezil'. Tuttavia Smowa w Kyjewi non fu mai rappresentata e il suo terzo volume di poesie Riwnowaha (Equilibrio), anch'esso completato nel 1933, non fu mai pubblicato.
Nella notte tra il 4 e il 5 dicembre 1934 Plužnyk fu arrestato dal NKVD e condannato a morte per fucilazione il 28 marzo 1935. Tuttavia, la condanna a morte fu commutata in 10 anni di reclusione sulle isole Soloveckij. Il campo di lavoro nel nord inospitale prometteva morte certa anche a Plužnyk, che soffriva di tubercolosi. Morì l'inverno successivo, il 2 febbraio 1936.